# Shinobu Otake
Shinobu Otake (大竹 しのぶ?, Ōtake Shinobu; Shinagawa, 17 luglio 1957) è un'attrice giapponese.

## Biografia
Ha vinto tre Japanese Academy Awards: due nel 1979 sia come miglior attrice protagonista (per Jiken) e non protagonista (per Seishoku no ishibumi) e uno nel 2000 come miglior attrice protagonista per Poppoya. Nella stessa categoria ha trionfato pure agli Hochi Film Award per Eien no 1/2. Nel 2003, ai Moscow International Film Festival, è stata premiata come miglior attrice per il ruolo interpretato in Owl. 
Fu l'attrice feticcio di Kaneto Shindō dopo Nobuko Otowa, deceduto nel 1994. Figura infatti in quasi tutti i suoi film da Gogo no Yuigon-jo (1995) a Ichimai no hagaki (2011).